# Wasechenmühle
Die Wasechenmühle (auch Wasechenmule) war eine Mühle und Wohnstelle an der Ohm nordöstlich der heutigen mittelhessischen Stadt Amöneburg im Landkreis Marburg-Biedenkopf.
Urkundlich erwähnt wurde die Mühle 1248, zu dieser Zeit ging der Zehnt an das Erzstift Mainz. Die Mühle lag vermutlich im Westen der heutigen Wüstung Lindau unterhalb von Amöneburg, der genaue Ort ist heute nicht mehr bekannt. Die Wasechenmühle fiel bereits im 13. Jahrhundert wüst.